# عبد الرحمن التكريتي
عبد الرحمن عبد الجبار طالب التكريتي (1914 - 1987) هو كاتب وضابط ومعلم عراقي، وباحث في الأمثال.

## حياته
ولد عبد الرحمن التكريتي عام 1914 في مدينة الموصل، وفي سن السادسة من عمره عادت أسرته الى مدينة تكريت، أكمل دراسته الأولية فيها، ثم أكمل تعليمه الأكاديمي في دار المعلمين وتخرج منها عام 1933، وبعد تخرجه عُين معلماً في مدارس مدينة الدجيل، ثم أنتسب الى الكلية العسكرية عام 1938، وتخرج منها برتبة ملازم ثاني عام 1939، ثم عُين في بداية عام 1940 آمراً لمستوع تدريب الجيش في محافظة واسط، ومع بدء ثورة رشيد عالي في عام 1941 نقل الى مدينة جلولاء ليشارك في الحرب الإنجليزية العراقية، وساهم في حرب فلسطين وهو برتبة مقدم ضمن تشكيلات الجيش العراقي، وأختير من قبل وزارة الدفاع العراقية كعضو متفرغ في شعبة تدوين تاريخ الجيش العراقي، وكان آخر منصب عين فيهِ هو منصب رئيس محكمة الثورة في عام 1963، حتى أحيل على التقاعد عام 1964.

## عضوية ومناصب
- عضو جمعية المؤلفين والكتاب.
- شغل منصب رئيس محكمة الثورة 1963 - 1964.

## جوائز
- حاصل على وسام الرافدين (درجة ثانية) 1964.

## مؤلفاته
1. الأمثال البغدادية المقارنة (4 مجلدات).[4]
2. جمهرة الأمثال البغدادية (3 مجلدات).[4]
3. دراسات في المثل العربي المقارن.[4]
4. مصادر الميداني في كتابه مجمع الأمثال.[4]
5. ظرفاء بغداد.[4]
6. جحا في البلاد العربية.[4]
7. معجم الكلمات العامية البغدادية.[4]
8. الكامل في الأمثال (10 مجلدات).[4]
9. رسالة الأمثال البغدادية التي تجري بين العامة (تحقيق).[4]
10. معجم مصادر الأمثال.[4]
11. إنقلاب الفريق الركن بكر صدقي العسكري.[4]